# Японо-американский договор безопасности
Японо-американский договор безопасности или Договор безопасности между США и Японией (англ. Security Treaty Between the United States and Japan, яп. 日本国とアメリカ合衆国との間の安全保障条約, Ниппонкоку то Америкагассю:коку то но аида но андзен хосё:дзё:яку) — договор, подписанный 8 сентября 1951 года представителями США и Японии в Сан-Франциско. Договор, состоявший из пяти пунктов, фактически становился договором об американо-японском военно-политическом союзе, обязывавший Японию, однако, позволить США размещать свои военные базы и любой контингент вооружённых сил на территории страны.
Договор безопасности был подписан в тот же день, что и Сан-Францисский мирный договор. Его подписали с американской стороны госсекретарь США Дин Ачесон, его помощник Джон Фостер Даллес и сенаторы Александр Уайли и Стайлс Бриджес, с японской — премьер-министр Японии Сигэру Ёсида. 20 марта 1952 года договор был ратифицирован Сенатом, а 15 апреля был подписан президентом США Гарри Трумэном, вступив официально в силу 28 апреля 1952 года.

## Содержание договора
В связи с тем, что в день подписания Договора безопасности был заключён и Сан-Францисский мирный договор, положивший конец состоянию войны между Японией и подписавшими его странами-союзниками, Япония обязывалась отказаться от собственных вооружённых сил, предоставляя все обязанности по защите своей территории от внешней агрессии американцам, но при этом возвращаясь в мировое сообщество на правах его полноценного члена и формально освобождаясь от присутствия оккупационного контингента.
Договор состоял из пяти статей: согласно первой статье, Япония признавала за США право размещать любые вооружённые силы (армию, флот и авиацию) на территории Японии для поддержания мира на Дальнем Востоке и обеспечения гарантии национальной безопасности Японии. Американцы получали право использовать эти силы на Дальнем Востоке по своему усмотрению без предварительной консультации с японцами. Согласно второй статье, размещение любых военных баз третьих государств на территории Японии запрещалось без предварительного разрешения со стороны США; сами же американцы, согласно третьей статье, договаривались с японским правительством о том, где и какая численность войск размещалась на японском архипелаге.

## Оценка договора
Согласно статье IV договора, он мог прекратить действие тогда, когда по мнению правительств США и Японии станет возможным обеспечение поддержания безопасности и мира в Японии иным путём. Де-юре договор прекратил действие в 1960 году, однако де-факто союз между США и Японией был официально закреплён Договором о взаимном сотрудничестве и гарантиях безопасности, условия которого были смягчены по сравнению с договором 1951 года.
На Сан-Францисской мирной конференции присутствовали 48 стран, однако СССР отказался подписать договор, а Китай на этой конференции не был представлен. Согласно советским официальным источникам, японо-американский договор безопасности противоречил решениям Ялтинской и Потсдамской конференций 1945 года и де-факто позволял Японии при необходимости вступить в военный блок с возможностью восстановления собственных вооружённых сил, а также игнорировал претензии стран, пострадавших от японской агрессии.